# Kisapsa
Kisapsa (ukránul: Водиця [Vodicja]) falu Ukrajnában, Kárpátalja Rahói járásában. Nevét az Apsa-havasról (1511 m) eredő patakoktól kapta.

## Földrajz
Átfolyik rajta az Apsica.

## Általános információk
Irányítószám: 90610; közigazgatási társközség: Plajuc (a kaszómezei útelágazásnál).
Lakóinak száma (2003): 2878 fő.
A település kihasználatlan természeti kincse a kénhidrogénes ásványvíz-forrás, amely a hegyi turizmus célpontja (is) lehetne.